# Municipalité du district de Vilnius
La municipalité du district de Vilnius (en lituanien : Vilniaus rajono savivaldybė) est l'une des soixante municipalités de Lituanie. Son chef-lieu est Nemenčinė. Sa population est majoritairement polonaise (61,3 % en 2001).

## Seniūnijos de la municipalité du district de Vilnius
- Avižienių seniūnija (Avižieniai)
- Bezdonių seniūnija (Bezdonys)
- Buivydžių seniūnija (Buivydžiai)
- Dūkštų seniūnija (Dūkštos)
- Juodšilių seniūnija (Juodšiliai)
- Kalvelių seniūnija (Kalveliai)
- Lavoriškių seniūnija (Lavoriškės)
- Maišiagalos seniūnija (Maišiagala)
- Marijampolio seniūnija (Marijampolis)
- Medininkų seniūnija (Medininkai)
- Mickūnų seniūnija (Mickūnai)
- Nemenčinės seniūnija (Nemenčinė)
- Nemenčinės miesto seniūnija (Nemenčinė)
- Nemėžio seniūnija (Nemėžis)
- Paberžės seniūnija (Paberžė)
- Pagirių seniūnija (Pagiriai)
- Riešės seniūnija (Didžioji Riešė)
- Rudaminos seniūnija (Rudamina)
- Rukainių seniūnija (Rukainiai)
- Sudervės seniūnija (Sudervė)
- Sužionių seniūnija (Sužionys)
- Šatrininkų seniūnija (Vėliučionys)

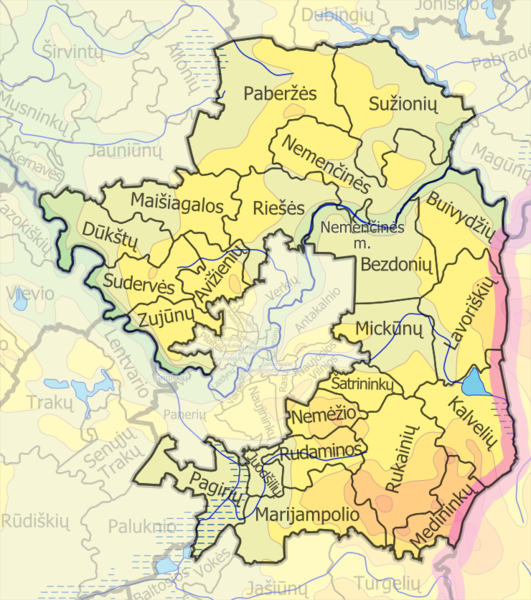
Seniūnijos de la municipalité du district de Vilnius.

- Zujūnų seniūnija (Zujūnai)